# Oscurecimiento global

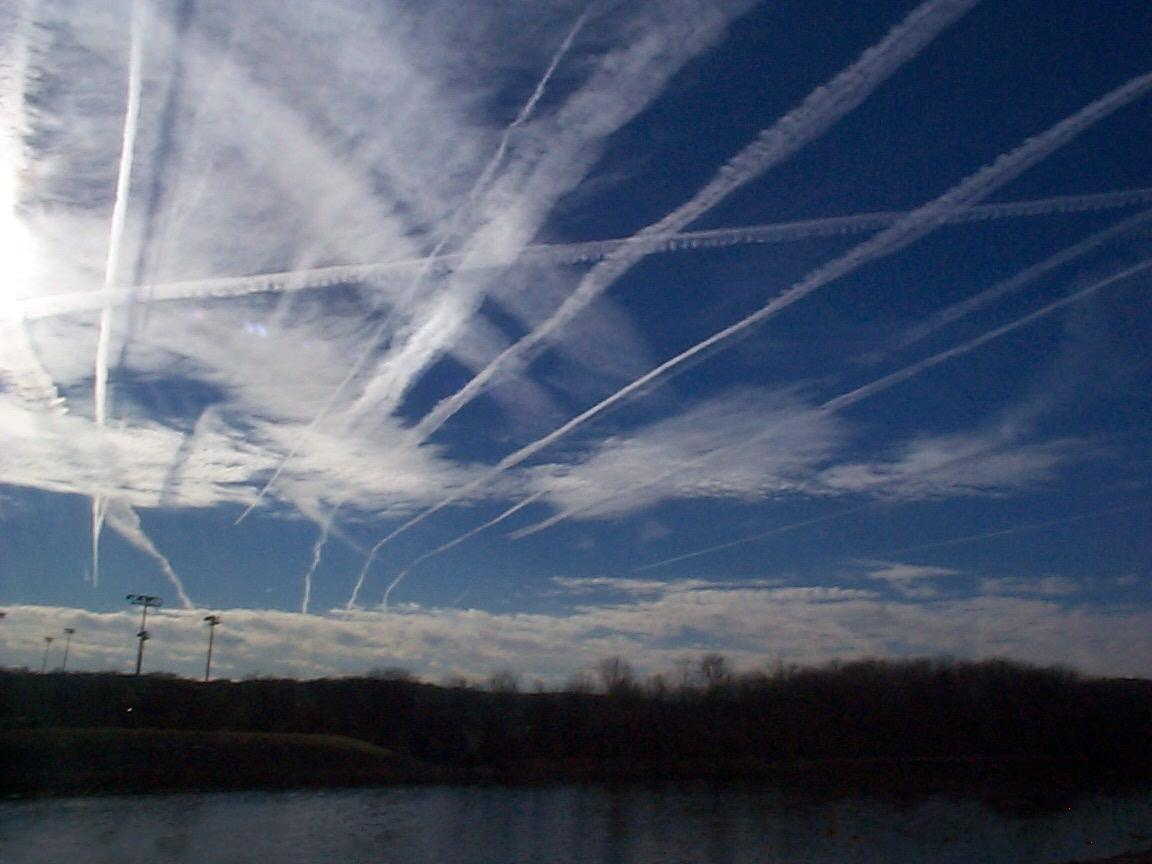
Fotografía de la NASA que muestra estelas de aeronaves y nubes naturales. Las estelas podrían estar implicadas en el oscurecimiento global.

El oscurecimiento global es una teoría que describe la reducción gradual de la cantidad de luz solar observada que alcanza la superficie terrestre desde la década de 1950.
Se piensa que ha sido provocado por un incremento de partículas de hollín (negro de carbón, carbonilla) en la atmósfera debido a las actividades humanas, principalmente la combustión, tanto industrial como en el transporte. El efecto varía con la localización, pero globalmente la reducción de luz ha sido del orden de un 4 % en tres décadas (1970-1990). El oscurecimiento global ha interferido con el ciclo hidrológico reduciendo la evaporación y ha podido provocar sequías en algunas zonas. La tendencia se ha revertido durante la década de 1990. El oscurecimiento global crea un efecto de enfriamiento que ha podido llevar a los científicos a subestimar los efectos de los gases de efecto invernadero enmascarando parcialmente el calentamiento global.

## Causas
Actualmente se piensa que el oscurecimiento global se debe probablemente a la creciente presencia de aerosoles y otras partículas en la atmósfera. Las partículas contaminantes actúan también como núcleos de condensación en torno a los cuales se forman gotas microscópicas que van uniéndose por coalescencia. Toda nube puede contener un determinado número de estas partículas pero el incremento causado por la contaminación atmosférica ha hecho que haya más de la cuenta, con lo que las nubes se cargan con una mayor cantidad de gotas más pequeñas. Este tipo de nubes se ha calculado que son más blancas, es decir que reflejan mejor la luz solar que las de gotas más grandes pero más escasas. El balance total es que la cobertura nubosa de la Tierra devuelve al espacio más luz solar que antes. Las nubes interceptan tanto el calor del Sol como el que es radiado por la Tierra. Sus efectos son complejos y varían según el momento, la localización y la altitud. Habitualmente, durante el día predomina la intercepción de la luz solar, produciendo un efecto de enfriamiento, sin embargo, por la noche la reemisión del calor radiado por la Tierra ralentiza la pérdida de calor del planeta reteniendo una buena parte de éste en la baja troposfera.

### Trabajos de investigación

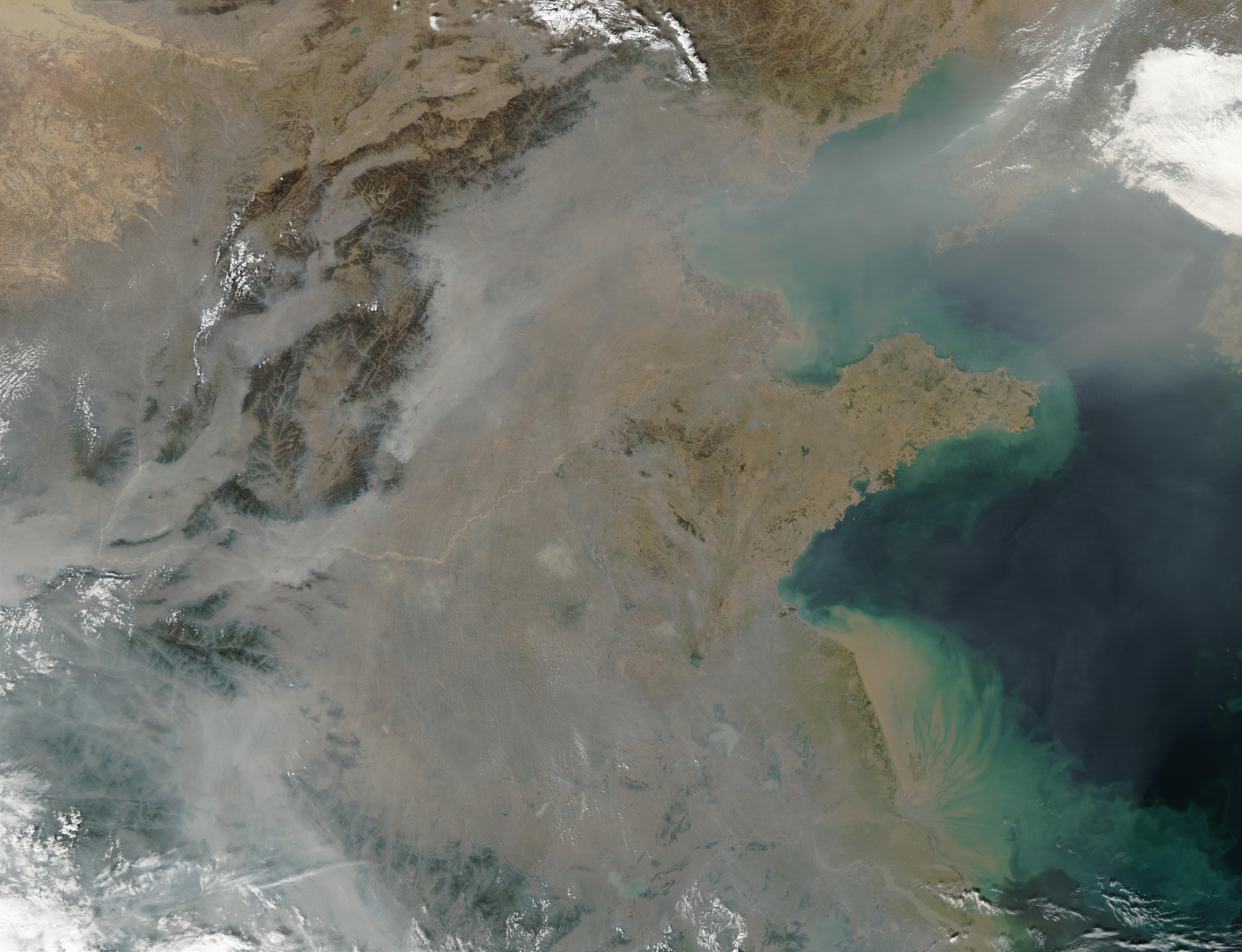
China Oriental. Docenas de incendios ardiendo en la superficie (puntos rojos) y una estrecha cortina de humo (puntos grisáceos) ocupan el espacio superior. Foto tomada por el instrumento MODIS instalado en el satélite Aqua de la NASA.

A finales de la década de 1960, Mijaíl Ivanovich Budyko trabajó con modelos climáticos basados en balances energéticos bidimensionales simples para investigar la reflectividad del hielo encontró que se creaba un bucle de realimentación positivo sobre el sistema climático terrestre cuyos extremos eran la cantidad total de hielo superficial y el albedo. Cuanto más hielo y nieve se acumula, más radiación solar se refleja hacia el espacio y por tanto más se enfría la tierra y aumentan las nevadas. Otros estudios encontraron que la contaminación o las erupciones volcánicas podrían precipitar una era glacial.
A mediados de la década de 1980, Atsumu Ohmura, un geógrafo que investigaba en el Instituto Federal Suizo de Tecnología, encontró que la radiación solar que alcanzaba la superficie terrestre había descendido en más del 10 % si se compara con las tres décadas anteriores. Sus hallazgos estaban en aparente contradicción con el calentamiento global (la temperatura global se había incrementado a ritmo constante). El hecho de que menos luz alcance la tierra significaría que tendría que enfriarse. Ohmura publicó sus resultados bajo el título «Variación secular de la radiación en Europa» en 1989. Este artículo pronto fue seguido de otros: Vivii Russak en 1990 «Tendencias de la radiación solar, la nubosidad y la transparencia atmosférica a lo largo de las últimas décadas en Estonia», y Beate Liepert en 1994 «Radiación solar en Alemania: tendencias observadas y valoración de sus causas». El oscurecimiento también fue observado en lugares de toda la desaparecida Unión Soviética. Gerry Stanhill, que estudió estas disminuciones en muchos lugares del mundo a través de muchos artículos (ver referencias) acuñó el término «oscurecimiento global».

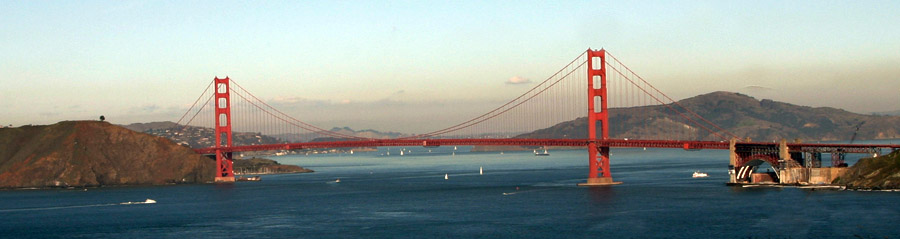
Las características nubes negras (esmog) de California alrededor del puente Golden Gate, una probable contribución al oscurecimiento global.

Trabajos de investigación independientes en Israel y Holanda a finales de la década de 1980 mostraron una aparente reducción de la cantidad de irradiación solar, a pesar de la extendida evidencia de que el clima realmente se está recalentando. La tasa de oscurecimiento varía en el conjunto del planeta, pero está dentro de una media estimada entre el 2 y el 3 % por década, con la posibilidad de que la tendencia revirtiera a principios de la década de 1990. Es difícil realizar medidas precisas, debido a la dificultad de calibrar los instrumentos que se utilizan y el problema de la cobertura espacial. No obstante, el efecto está presente casi con total certeza.
El fenómeno (en una cuantía de una disminución de la temperatura del 2 al 3 %, como se dijo antes) es debido a cambios en la atmósfera terrestre; el valor de la radiación solar en la parte alta de la atmósfera no ha cambiado más que una fracción de este valor.
El efecto varía mucho en todo el planeta, pero las estimaciones sobre los valores de la media en la superficie terrestre son:
- 5,3 % (9 W/m²) entre 1958 y 1985 (Stanhill and Moreshet, 1992)[10]
- 2 % por década entre 1964 y 1993 (Gilgen et al, 1998)[11]
- 2,7 % por década (total 20 W/m²); hacia el 2000 (Stanhill y Cohen, 2001)[12]
- 4 % entre 1961 y 1990 (Liepert 2002)[13][14]

Adviértase que estas cifras son para la superficie terrestre y no una media global real. Careciendo de medidas específicas, existe un cierto desconocimiento sobre si se da un oscurecimiento (o aumento del brillo) sobre los océanos (ver causas más abajo) aunque se tomaron medidas a lo largo de 643,7 km partiendo de la India y cruzando el océano Índico en dirección a las Islas Maldivas. Los efectos regionales probablemente son dominantes en este caso, aunque no están estrictamente confinados al área del terreno, y los efectos son dirigidos por la circulación del aire.
Encontramos las mayores cifras de reducción en el Hemisferio Norte en latitudes medias. La región del espectro de radiación luminosa más afectada parece ser la visible y el infrarrojo más que el corte ultravioleta del espectro.

### Datos de evaporimetría en tanque
Durante aproximadamente los últimos cincuenta años se han recopilado cuidadosamente los registros de evaporimetría. Durante décadas nadie se fijó demasiado en las medidas de los tanques evaporimétricos. Pero en la década de 1990, los científicos advirtieron algo que en su momento fue considerado muy extraño, el hecho de que la tasa de evaporación estaba cayendo, aunque se esperaba que creciera debido al calentamiento global. La misma tendencia se observó en China en un periodo similar. Se cita a un descenso de la radiación solar como fuerza directriz. No obstante, a diferencia de otras zonas del mundo, el descenso de la irradiación solar no fue siempre seguido por un incremento de la cubierta de nubes y las precipitaciones. Se cree que los aerosoles podrían desempeñar un papel crítico en el descenso de la irradiación solar en China.
El productor de Horizon, de la BBC, cree que muchos climatólogos se refieren a los datos de evaporimetría como la prueba más convincente del oscurecimiento solar. Los experimentos con tanques evaporimétricos son sencillos de reproducir con equipos de bajo coste, hay muchos tanques que se usan para la agricultura en todo el mundo, con muchos ejemplos y los datos han sido recopilados durante casi medio siglo. No obstante, la evaporación en estos tanques depende de algunos factores adicionales además de la radiación solar neta. Los otros dos factores principales son el déficit de presión de vapor y la velocidad del viento. Los datos evaporimétricos en tanques corroboran los datos recopilados por los radiómetros y solventan las carencias de los datos obtenidos mediante piranómetros. Ajustándose a estos factores se han comparado los datos de evaporimetría en tanque con los resultados de simulaciones climáticas.

### Causas probables
La combustión incompleta de combustibles fósiles como el diésel y la madera liberan carbonilla en la atmósfera. Puesto que la mayor parte de esta es hollín, un componente extremadamente pequeño de la contaminación del aire a nivel de superficie, el fenómeno tiene un efecto caldeante en la atmósfera en altitudes de unos dos kilómetros. También oscurece la superficie del océano absorbiendo la radiación solar.
Experimentos en las Maldivas (comparando la porción de la atmósfera sobre las islas del norte y del sur) en la década de 1990 mostraron que el efecto de contaminantes macroscópicos en la atmósfera en ese momento (empujados por el viento hacia el sur desde la India) provocaron una reducción del 10 % en la luz solar que alcanzaba la superficie en la zona bajo la nube contaminante –una reducción mucho mayor de la esperada por la presencia de las partículas en sí mismas–.
Antes de que se acometieran las investigaciones, las predicciones eran de un efecto entre un 0,5-1 % por parte del material en forma de partículas; la variación que se aparta de la predicción puede ser explicada por la formación de nubes a partir de las partículas que actúan como núcleos de condensación. Las nubes son muy eficaces reflejando la luz hacia el espacio.
El fenómeno que subyace al oscurecimiento global también tiene efectos regionales. Mientras que la mayor parte de la tierra se calienta, las regiones que están a sotavento de las fuentes más importantes de contaminación atmosférica (específicamente emisiones de anhídrido sulfuroso), generalmente se han enfriado. Esto puede explicar el enfriamiento del este de los Estados Unidos en relación con el calentamiento de la parte oeste.
Algunos climatólogos han expuesto la teoría de que las estelas de las aeronaves están implicadas en el oscurecimiento global, pero el flujo constante de tráfico aéreo previamente implicó que esta hipótesis no podía ponerse a prueba. El parón casi completo del tráfico aéreo en la aviación civil durante los tres días que siguieron a los atentados del 11 de septiembre proporcionó una rara oportunidad para observar el clima de los Estados Unidos en ausencia del efecto de las estelas. Durante este periodo se observó una variación de 1 °C en la temperatura diurna en algunas partes de los EE. UU., esto es, que las estelas de aeronaves podrían haber aumentado las temperaturas nocturnas y/o disminuido las diurnas en cantidades mayores de lo que previamente se pensaba.
Las cenizas volcánicas transportadas por el aire pueden reflejar los rayos del sol de retorno hacia el espacio y enfriar el planeta. Se han observado caídas en la temperatura de la tierra tras grandes erupciones volcánicas como las del monte Agung en Bali que entró en erupción en 1963, El Chichón (México) 1983, Nevado del Ruiz (Colombia) 1985, y el Pinatubo (Filipinas) 1991. Pero incluso en las erupciones importantes, las nubes de ceniza permanecen sólo durante cortos periodos.

## Efectos
El oscurecimiento global puede haber causado cambios a gran escala en los patrones climáticos. Los modelos climáticos sugieren especulativamente que esta reducción de la luz solar en la superficie puede haber conducido a la falta de monzones en el África subsahariana durante las décadas de 1970 y 1980, junto con las hambrunas asociadas, causadas porque la contaminación del Hemisferio Norte enfriaba el Atlántico. Esta idea no está universalmente aceptada y es difícil de probar.

### Relación con el calentamiento global
Algunos científicos consideran ahora que los efectos del oscurecimiento global han enmascarado el efecto del calentamiento global, y que solucionar el oscurecimiento global podría por lo mismo tener un impacto significativo e imprevisible en las temperaturas a nivel del mar. Los trabajos iniciales para incorporar los efectos del oscurecimiento global sugieren que las temperaturas mundiales podrían elevarse en 2 °C hacia el 2030 y tanto como 10 °C hacia el 2100; esto supone doblar las cifras ampliamente aceptadas de 5 °C de incremento en la temperatura global para el presente siglo. Si esto fuera así, semejantes incrementos provocarían la fusión del casquete de hielo de Groenlandia, reducciones serias de la extensión de las pluviselvas tropicales y elevaciones significativas del nivel de los mares.
Una hipótesis adicional sería la de que un aumento de la temperatura podría provocar un escape rápido e irreversible de los enormes depósitos de hidratos de metano que actualmente se encuentran atrapados bajo el piso oceánico, liberando gas metano, uno de los más poderosos gases de efecto invernadero. Un mecanismo similar sería el propuesto para una de las teorías que explicarían los sucesos que condujeron a las extinciones del Pérmico-Triásico aproximadamente hace 252 millones de años y las extinciones asociadas con el Máximo Térmico del Paleoceno-Eoceno, en torno a los 55 millones de años atrás. Se estima que al planeta le costaría tanto como 100 000 años recuperar el «estado normal» tras un máximo térmico.

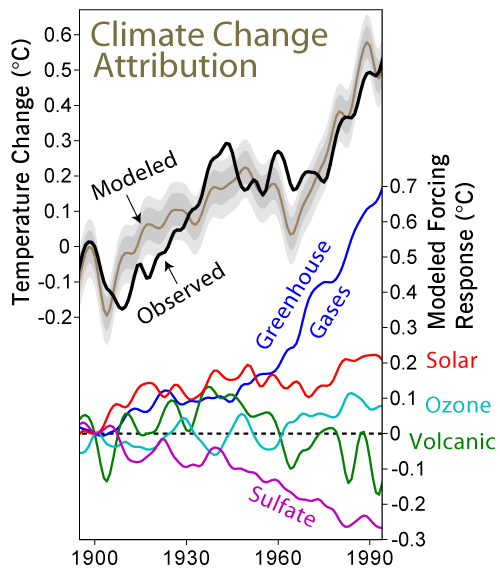
Esta imagen muestra el nivel de ajuste entre un modelo climático ligado a cinco factores y el registro histórico de temperatura. El componente negativo identificado como sulfate (sulfatos) está asociado con emisiones de aerosoles a las que se culpa del oscurecimiento global. Lectura: climate change attribution: impacto sobre el cambio climático; temperature change: cambio en la temperatura; modeled forcing response: fuerza de la respuesta en el modelo; greenhouse gases: gases de efecto invernadero.

En el gráfico de la derecha se observa la evolución del cambio de la temperatura a través del siglo XX utilizando datos reales (curva señalada como observed) y las estimaciones provenientes de un modelo matemático (curva señalada como modeled). Asimismo, se desglosan según su influencia relativa cinco factores que contribuyen al calentamiento global. Algunos de ellos tienen un efecto positivo (gases de efecto invernadero, radiación solar y ozono). Por otra parte se observan dos factores con una contribución negativa, las partículas sólidas volcánicas (volcanic) y las de origen humano (sulfate). El gráfico permite suponer como evolucionaría el calentamiento global de no oponérsele el oscurecimiento.

### Relación con el ciclo hidrológico
La contaminación de origen humano puede estar debilitando seriamente el ciclo del agua de la tierra, reduciendo la lluvia y amenazando las provisiones de agua dulce. Un estudio realizado en 2001 por investigadores del Instituto Sripps de oceanografía sugiere que partículas pequeñas de hollín y otros contaminantes tienen un efecto significativo en el ciclo hidrológico. De acuerdo con el profesor V. Ramanathan, «La energía del ciclo hidrológico viene de la luz solar. Al calentar ésta los océanos, el agua escapa a la atmósfera y precipita como lluvia. Así pues, como los aerosoles detienen en grandes cantidades la luz solar, podrían estar ralentizando el ciclo hidrológico del planeta».
Los cambios a gran escala en los patrones del tiempo meteorológico también podrían estar provocados por el oscurecimiento global. Los modelos climáticos sugieren especulativamente que esta reducción en la luz solar que alcanza la superficie pudo haber conducido a la ausencia del monzón en el África subsahariana durante las décadas de 1970 y 1980, junto con las hambrunas asociadas como la sequía del Sahel, provocada por la contaminación del hemisferio norte que enfriaba el Atlántico. Por esto, el Cinturón de lluvias tropicales pudo no haber ascendido hacia latitudes más al norte, provocando de este modo la ausencia de lluvias estacionales. Esta afirmación no está universalmente aceptada y es muy difícil de probar.
También se concluye que el desequilibrio entre el oscurecimiento global y el calentamiento global en la superficie conduce a flujos de calor turbulentos más débiles hacia la atmósfera. Esto significa una evaporación global reducida y por tanto las precipitaciones suceden en un mundo más oscuro y cálido que finalmente puede conducir a una atmósfera más húmeda en la que llueve menos.
Se ha identificado una forma natural de oscurecimiento/ensombrecimiento ambiental a gran escala que afectó en 2006 a la estación de huracanes del hemisferio norte. Un estudio de la NASA encontró que algunas tormentas de polvo importantes que tuvieron lugar en el desierto del Sahara entre junio y julio enviaron polvo a la deriva sobre el Océano Atlántico y a través de varios efectos provocaron el enfriamiento de las aguas, amortiguando así el desarrollo de huracanes.

## Posible uso como paliativo del calentamiento global
Algunos científicos han propuesto la utilización de aerosoles para frenar los efectos del calentamiento global como medida de emergencia. Un experto ruso, Mijail Budyko, comprendió esta relación desde muy pronto. En 1974 sugirió que si el calentamiento global acaba siendo un problema, se podría enfriar el planeta quemando azufre en la estratosfera, lo cual crearía una neblina. De acuerdo con Ramanathan (1988), un incremento en el albedo planetario de tan sólo un 0,5 % es suficiente para reducir a la mitad el efecto de una duplicación en la concentración de CO2
No obstante, aún debemos enfrentarnos a muchos problemas, como:
- Utilizar sulfatos provoca problemas ambientales como la lluvia ácida[37]
- Utilizar carbonilla provoca problemas en la salud humana[37]
- El oscurecimiento provoca problemas ecológicos como cambios en los patrones de evaporación y precipitación[37]
- Las sequías o el aumento de precipitaciones originan problemas para la agricultura[37]
- Los aerosoles tienen una vida media relativamente corta.

«La idea de que deberíamos incrementar las emisiones de aerosoles para contrarrestar el calentamiento global ha sido descrito como un pacto con el diablo porque eso implicaría cantidades aún más intensas de emisiones para equipararse a los gases de efecto invernadero acumulados en la atmósfera, con un incremento similar de los costes económicos y en la salud». En esencia, sería necesario abordar tanto las fuentes de gases de efecto invernadero como las partículas en suspensión aérea.

## Reciente inversión del fenómeno

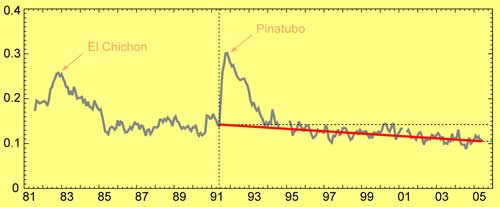
Los aerosoles que bloquean el sol están bajando firmemente en todo el mundo (línea roja) desde la erupción del Pinatubo en 1991, de acuerdo con estimaciones de medidas tomadas por satélites. Autor: Michael Mishchenko, NASA

Wild y otros utilizando medidas en tierra publicaron un aumento de la luminosidad desde 1990. Pinker y otros encontraron que el oscurecimiento continuaba (pero menos) sobre tierra firme, y que disminuía sobre los océanos. por ello, a nivel de tierra firme, Wild y Pinker están en desacuerdo. Un estudio promovido por la NASA basado en datos tomados por satélites arrojó una idea acerca de las observaciones de otros científicos que no acababan de encajar sobre la cantidad de luz que alcanzaba la superficie terrestre. Esta cantidad ha descendido continuamente en las últimas décadas, y repentinamente comenzó a repuntar alrededor de 1990. Este cambio en la tendencia desde un «oscurecimiento» global a un aumento de la luminosidad sucedió después de que los niveles globales de aerosoles comenzaran a decaer.
Es probable que al menos algo de este cambio, en particular sobre Europa, se deba a la disminución de la contaminación. Muchos gobiernos de los países desarrollados han desarrollado más políticas para reducir los aerosoles emitidos a la atmósfera, lo que contribuiría más a reducir el calentamiento global que a reducir las emisiones de CO2
Los aerosoles de sulfatos han descendido significativamente desde 1970 con la Clean Air Act (‘ley del aire limpio’) en los Estados Unidos y con políticas similares en Europa. La Clean Air Act se hizo más estricta en 1977 y 1990. De acuerdo con la EPA, han descendido desde 1970 a 2005 las emisiones de los seis principales contaminantes del aire en un 53 % en EE. UU. En 1975, los efectos de los gases de efecto invernadero atrapados comenzaron finalmente a emerger y han sido los dominantes desde entonces.
La BSRN (red de radiación a nivel de superficie, en inglés) ha recogido datos a nivel de superficie. La BSRN comenzó a operar a principios de la década de 1990 y actualiza sus archivos desde entonces. Los análisis de los datos recientes revelan que la superficie del planeta ha aumentado su iluminación en aproximadamente un 4 % en la pasada década. Esta tendencia a aumentar la luminosidad ha sido corroborada por otros datos, incluyendo análisis de datos tomados por satélites.